# Gouvernement Zanardelli
Royaume d'Italie
Saracco Giolitti II
Le gouvernement Zanardelli (Governo Zanardelli, en italien) est le gouvernement du royaume d'Italie entre le 15 février 1901 et le 3 novembre 1903, durant la XXIe législature.

## Composition
Composition du gouvernement
- Gauche historique

### Président du conseil des ministres
Giuseppe Zanardelli